# シティデュオタワー川口
シティーデュオタワー川口（シティーデュオタワーかわぐち）は、埼玉県川口市に所在する超高層マンションである。最寄り駅は川口駅もしくは川口元郷駅である。
川口栄町1丁目12番地区共同ビル建設事業によって建設された。公開空地は第14回川口市都市デザイン賞を受賞。建物内1Fには銀行等商業施設、2Fには医療モール・保育施設が入居しており、住戸部分は3Fからとなる。

## 設備・管理
ゲストルーム・キッズルーム・最上階パーティールーム・カラオケルーム等
24時間有人管理であり、管理人・コンシェルジュが常駐する昼間時間帯以外は警備員が常駐する。

## 交通アクセス
- 埼玉高速鉄道線 - 川口元郷駅（出口2より徒歩3分）
- JR京浜東北線 - 川口駅（東口より徒歩11分）
- 国際興業バス・川口駅東口より川02・川04・川14・川15もしくは川16「芝川橋」下車 0分